# Силвашу де Сус (Хунедоара)
Силвашу де Сус (рум. Silvașu de Sus) насеље је у Румунији у округу Хунедоара у општини Хацег. Oпштина се налази на надморској висини од 438 m.

## Историја
На три километра удаљености од села налази се средњовековни православни румунски манастир Прислоп. Основао га је 1377-1378. године Св. Никодим Тисмански, иначе Србин. Отац Никодим је био игуман румунског манастира Тисмана, који је такође подигао, након преласка из Србије. Велики прилог је дао манастиру да би се изградио и уредио, српски кнез Лазар Хребељановић. Светитељ је довео са собом ту и изградио манастир са 30 тисманских калуђера. Проживео је на том месту неколико година.
То је данас женски манастир, посећено место од стране бројних поклоника.

## Становништво
Према подацима из 2002. године у насељу је живело 450 становника.

### Попис2002.
| Расподела становништва по националности 2002.‍ | Расподела становништва по националности 2002.‍ | Расподела становништва по националности 2002.‍ | Расподела становништва по националности 2002.‍ | Расподела становништва по националности 2002.‍ |
| --------------------------------------------- | --------------------------------------------- | --------------------------------------------- | --------------------------------------------- | --------------------------------------------- |
|                                               |                                               |                                               |                                               |                                               |
| Румуни                                        | Румуни                                        |                                               | 434                                           | 96,4%                                         |
| Роми                                          | Роми                                          |                                               | 16                                            | 3,6%                                          |